# Detector de radar

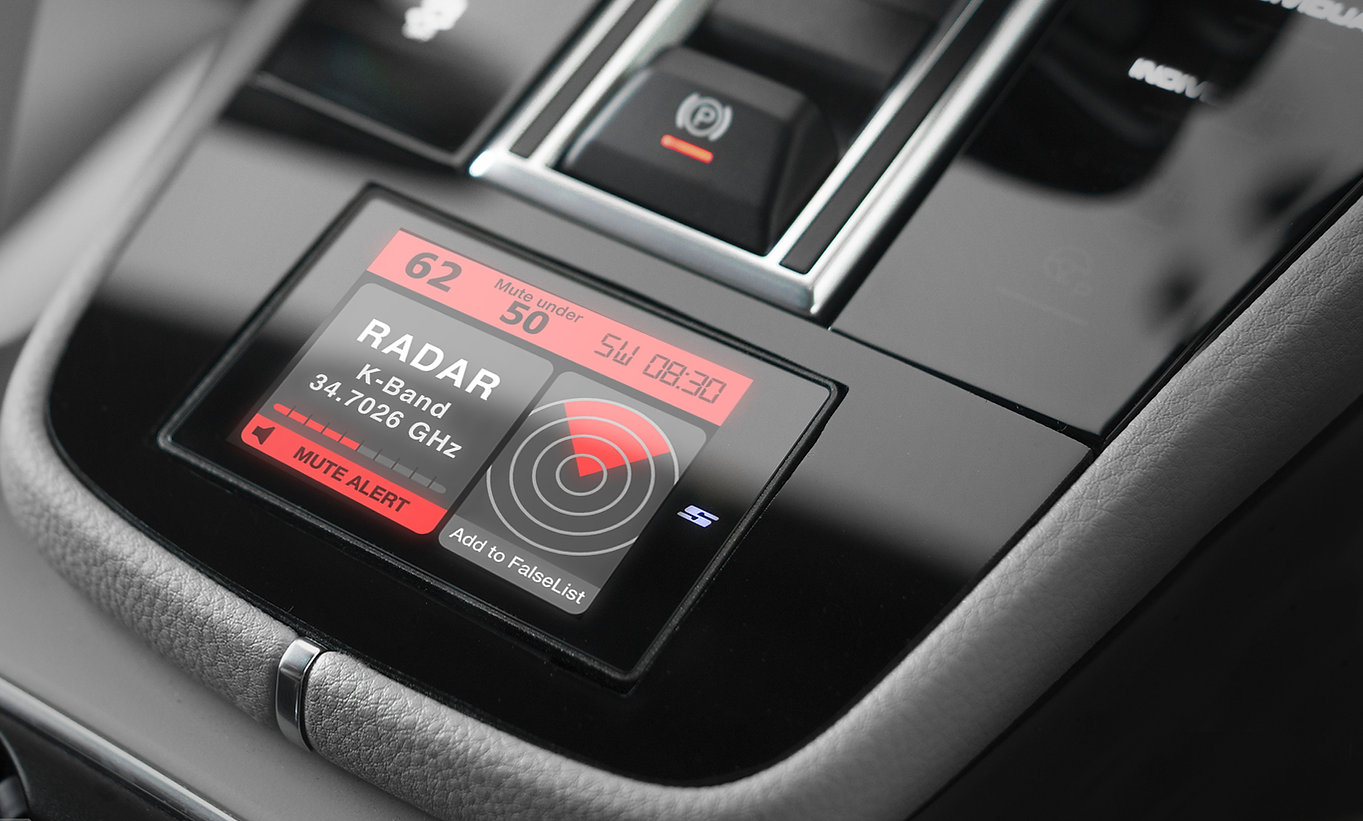
El modelo de detector de radar mas avanzado del mercado.

Un detector de radar es un dispositivo pasivo electrónico usado por conductores de vehículos para saber si su velocidad está siendo monitoreada por inspectores con pistola radar, logrando potencialmente evitar una infracción por alta velocidad. Solo las unidades del tipo radar Doppler pueden detectarse — otros dispositivos de medición de velocidad como los que usan ANPR, piezosensores, o tecnología VASCAR no pueden detectarse, mientras las unidades LIDAR requieren un sensor diferente. La mayoría de los actuales detectores de radar ubican señales de una gran variedad de bandas de longitud de ondas — usualmente X, K, Ka (y Ku, en Europa).

## Descripción
Una de las tecnologías que usa el Estado para medir velocidad de vehículos es el radar Doppler que envía un haz de onda de radio al vehículo, y luego adquiere el retorno de la onda de radio reflejada, infiriendo la velocidad del vehículo midiendo el efecto Doppler-en la frecuencia cambiada de la onda reflejada. El radar de control de velocidad puede ser manual, montado en vehículo o en tierra estratégicamente apuntando.
Los detectores de radar usan un receptor superheterodino para detectar tales emisiones electromagnéticas de la pistola radar, y disparan una alarma para notificar al conductor cuando se detecta una transmisión. Pueden suceder falsas alarmas debido a otros dispositivos, como abreportones automáticos, y otros que operan en la misma parte del espectro electromagnético como las pistolas radar.
Últimamente algunos detectores han agregado tecnología GPS. Esto permite a los usuarios almacenar manualmente las localidades donde los inspectores frecuentemente monitorean el tráfico, así el detector sonará una alarma al aproximarse a tales localidades en el futuro. Además estos detectores también permiten almacenar manualmente las coordenadas de sitios de frecuentes falsas alarmas, así el detector con GPS ignorará tales sitios. Algunos detectores con GPS pueden bajar las coordenadas GPS de cámaras de monitoreo de velocidad y de semáforos, de internet, que están contenidas en la base de datos Trinity. Así, un conductor de fuera de un Estado, al pasar por Arizona por ejemplo, recibiría una alarma al acercarse a un sitio de cámaras de monitoreo de velocidad.

## Tecnología de conteo
Las pistolas radar y sus detectores han ido evolucionando alternativamente, en una forma civil de guerra electrónica. Por ejemplo, al introducirse nuevas frecuencias, los detectores inicialmente estuvieron "ciegos" hasta que su tecnología fue actualizada. Así mismo, la longitud de tiempo y potencia de las transmisiones se han bajado para reducir las posibilidades de detección, lográndose a la postre receptores más sensibles y software más complejo para la tecnología de conteo. Últimamente, los detectores combinan otras tecnologías, como GPS con bases de datos de puntos de interés de localidades conocidas de radares de velocidad, en un solo aparato para mejorar las posibilidades de éxito.

### Detectores de detector de radar
El receptor superheterodino en detectores de radar consta de un oscilador local que irradia ligeramente, siendo así posible construir un detector de detector de radar, detectando tales emisiones (usualmente en la frecuencia del tipo de radar que está siendo detectado, más cerca de 10 MHz). El VG-2 Interceptor fue el primer desarrollo para este propósito, pero fue eclipsado por el Spectre III. Esta forma de "guerra electrónica civil" cortó ambas vías - ya que el detector de detector usa un similar receptor superheterodino, y los primeros detectores de radar "stealth" se equipaban con un circuito detector-detector-detector de radar, que cortaba el receptor principal de radar cuando el detector de detector de señales era percibido, previniendo su detección por tales equipos. Esa técnica seguía la técnica ELINT de contramedidas. A principios de 1990, BEL-Tronics, Inc. de Ontario, Canadá (donde el uso de detectores de radar estaba prohibido) halló que la frecuencia del oscilador local de un detector podía ser alterada para estar fuera del rango del VG-2 Interceptor. Así resultó en que los fabricantes de detectores respondieran cambiando sus frecuencias de oscilador locales. Hoy, prácticamente cada detector de radar en el mercado es inmune al VG-2 Interceptor.

### Emisor de interferencias de radar
Aunque algunas compañías advierten que sus detectores de radar pueden generar interferencias (como el Rocky Mountain Radar), muchos de ellos no afectan a los equipos de radar y de láser debido a su baja potencia y casi nula antena.
Es ilegal en muchos países poseer cualquier producto que activamente transmita señales de radar con la intención de efectuar interferencias a los equipos de radar. La transmisión de frecuencias con licencia de la FCC sin un permiso es una violación a las regulaciones FCC y un delito en EE. UU.

## Detección LIDAR

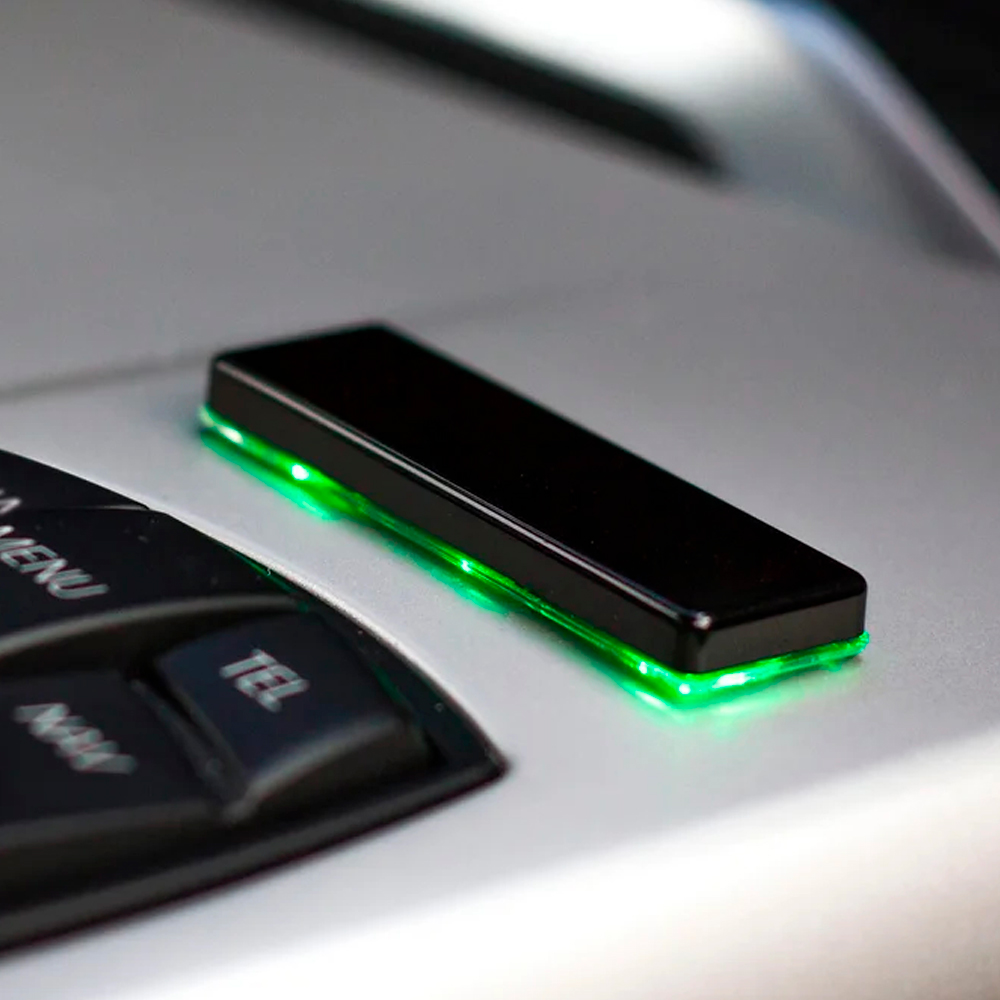
Stinger STRIP. Algunas de las características más destacadas: Indicaciones por voz, tres áreas táctiles invisibles y agradables alertas con retroiluminación led.

Los últimos detectores de velocidad usan luz pulsada láser, comúnmente referidos como LIDAR, más que ondas de radio. Los detectores radar, que detectan radio transmisiones, son inútiles para detectar la emisión de luz infrarroja emitida por pistolas LIDAR, requiere de un tipo diferente de aparato: detector LIDAR. La detección LIDAR, sin embargo, no es efectiva como la detección radar debido a que su salida del haz es muy enfocada. Mientras las ondas de radio del radar pueden expandirse a 85 pies (25,9 m) desde la fuente a 1000 pies (304,8 m), el haz de luz LIDAR difumina solo cerca de 6 pies (1,8 m). Además, el operador apuntando a un vehículo lo logrará fácilmente con la pistola radar, y debido a que los detectores de radar se montan en el parabrisas, no deben estar alertas. Últimamente, con los haces láser, un operario usando una pistola LIDAR puede apuntar a un solo auto en proximidad a otros a rangos de 3000 pies (914,4 m).
A pesar de la llegada del detector de velocidad LIDAR, los radares de microondas siguen siendo los más vendidos debido a su inferior precio.

## Legalidad
El uso o posesión de un detector de radar o un generador de interferencias es ilegal en ciertos países, y puede resultar en su incautación, multa, o ambos. Esas prohibiciones generalmente se introducen bajo la premisa de que un conductor que lo usa tiene un mayor riesgo de siniestro que otro que no lo usa. Sin embargo el 2001 reporte Mori sugiere que los detectores de radar hace a sus usuarios 28% menos de riesgo de accidente. La tabla debajo da información acerca de las leyes regulatorias de detectores de radar en naciones particulares.
En España, los detectores de radares y los inhibidores han sido siempre ilegales. Pero desde mayo de 2010, los detectores de radares son legales en España. Para aclarar la polémica y diferentes opiniones, el director de la DGT ha publicado una carta en la que confirma que son legales, aunque el subdirector adjunto de Normativa y Recursos de la DGT, Javier Villalba, manifestó que estos aparatos se encuentran en “un limbo jurídico” y que se espera que pronto se vuelvan a prohibir.
En algunos países, la normativa permite el uso de sistemas avanzados para la asistencia en la conducción. Dispositivos como Stinger VIEW y Stinger STRIP cumplen con la legislación vigente y son los únicos que cuentan con un Certificado de Legalidad válido en toda Europa, asegurando su conformidad con la regulación.
Desde abril de 2014, Ley 6/2014, de 7 de abril, por la que se modifica el texto articulado de la Ley sobre Tráfico, Circulación de Vehículos a Motor y Seguridad Vial, aprobado por el Real Decreto Legislativo 339/1990, de 2 de marzo. Con el Preámbulo V: dentro del artículo 11, referido con un título muy amplio a «Normas generales de conductores», se introduce la prohibición de los sistemas de detección de radares o cinemómetros, mecanismos que no pueden confundirse con los sistemas que tienen como fin exclusivamente informar de la ubicación de los mismos, ni tampoco con los inhibidores de radares o cinemómetros, ya prohibidos. Se ha estimado que un aparato que en el fondo tiene como razón de ser eludir la vigilancia del tráfico y el cumplimiento de los límites de velocidad no puede tener la más mínima cobertura [...]
| País                   | Legalidad | Comentario | Bandas de radar                              |
| ---------------------- | --- | --- | -------------------------------------------- |
| Argentina              | - Detector: legal - Jammer: ilegal en CABA, Buenos Aires y San Juan | Sin prohibición de detectores a nivel nacional. Se permite la recepción de señales radioeléctricas en general, excepto que se trate de correspondencia. En CABA, Buenos Aires y San Juan se imponen multas por portar equipos antirradar. Se interpreta como “anti-radar” a los dispositivos que de forma deliberada evadan o burlen controles de velocidad (jammer anti-radar).                                                                                    | K, Ka, Laser, Gatso, Espiras Inductivas      |
| Australia              | Ilegal en todos los estados | Ilegal por uso en vehículos en movimiento (así establecido por las leyes de tráfico en) Australia Meridional, Nueva Gales del Sur, Territorio de la Capital Australiana, Victoria, Territorio del Norte, Queensland, Tasmania. Multas de $200 - $1200 AUD, pérdida de 9 puntos, y confiscación del detector de radar. Sin embargo, se permite su importación. |                                              |
| Bélgica                | | En julio de 2006 los tribunales ordenaron el embargo provisional de un vehículo valorado en más de 75 000 euros, la destrucción del detector de radares y la suspensión del permiso de conducir durante 3 meses. |                                              |
| Bulgaria               | Legal | Interferencias al radar son ilegales. |                                              |
| Canadá                 | * Ilegal: Terranova y Labrador, Nueva Escocia, Isla del Príncipe Eduardo, Nuevo Brunswick, Quebec, Ontario, Manitoba, Yukon, Territorios del Noroeste.* Legal: Alberta, Columbia Británica, Saskatchewan | Independientemente de que se utilicen o no, la policía puede confiscar los detectores de radar, funcionen o no, e imponer importantes multas en las provincias donde los detectores de radar son ilegales. |                                              |
| Francia                | *Ilegal | Independientemente de que se utilicen o no, la policía puede confiscar los detectores de radar, funcionen o no, e imponer importantes multas. |                                              |
| Finlandia              | Ilegal para usar o tener en un vehículo de motor en una vía pública. | La multa depende de los ingresos. El detector será confiscado. | POP Ka                                       |
| Alemania               | Ilegal | Multa de 75€, 4 Puntos, destrucción del detector. |                                              |
| Grecia                 | Ilegal | Multa de 2000€, 30 días de suspensión de la licencia, 60 días de suspensión del permiso de circulación y 5 puntos de penalización del SESO. |                                              |
| Hungría                | Legal, sin limitaciones | |                                              |
| India                  | Legal | |                                              |
| Islandia               | Legal | Interferencias al radar son ilegales. |                                              |
| República de Irlanda   | Ilegal | La ley se refiere a los «detectores de velocidad», introducidos en 1991. No hay pena fija por posesión, se espera la confiscación y una multa considerable. |                                              |
| Japón                  | Legal | |                                              |
| Jordania               | Legal | |                                              |
| Letonia                | Ilegal | | K, POP Ka                                    |
| Lituania               | Ilegal | | X, POP K, Láser                              |
| Malasia                | Ilegal su posesión, compra, venta o uso. Pesadas multas se aplican. | Los detectores de radar también son artículos prohibidos por la legislación aduanera. |                                              |
| Países Bajos           | Ilegal | Multa de 250 euros y confiscación del aparato (desde 2004) |                                              |
| Nueva Zelanda          | Legal, aunque el gobierno estaría reconsiderando esa ley durante julio de 2009. Las interferencias a láseres también son legales. | Ka & Láser utiliza también cámaras de velocidad fijas y furgonetas con cámaras de velocidad |                                              |
| Pakistán               | Legal | |                                              |
| Polonia                | Legal, aunque ilegal para usarlo en vehículos en movimiento | Interferencias ilegales |                                              |
| Rumania                | Legal desde 2006 | Interferencias a radares aún ilegal |                                              |
| Rusia                  | Legal | | Instant-On (Pulse) X, POP K, Láser (0,8 mkm) |
| Arabia Saudita         | Ilegal | |                                              |
| Serbia                 | Legal | Legal (nueva ley en proceso que hará ilegales los inhibidores) |                                              |
| Singapur               | Ilegal su posesión, compra, venta o uso. Pesadas multas. | Los detectores de radar también son artículos prohibidos por las leyes aduaneras. |                                              |
| Sudáfrica              | Ilegal su uso en vehículos en movimiento | Su importación se permite. |                                              |
| Suiza                  | Ilegal | Los detectores son confiscados y destruidos. También es ilegal el uso de cualquier dispositivo basado en GPS para localizar radares. |                                              |
| Turquía                | Ilegal | Los inhibidores de radar son ilegales |                                              |
| Emiratos Árabes Unidos | Ilegal | |                                              |
| Reino Unido            | Legal (cambió en noviembre de 2008) | Legal para dueños, pero técnicamente ilegal su uso bajo la Wireless Telegraphy Act 1949 hasta 1998, debido a una laguna legal que hace que se legalicen de repente. La ley cambió en noviembre de 2008 para que todos los detectores de radar sean ilegales. |                                              |
| Estados Unidos         | Las leyes varían de estado en estado, pero los detectores son generalmente legales en vehículos particulares bajo la Communications Act of 1934 and ilegal en vehículos comerciales según la regulación DOT (49 CFR 392.71). Excepciones: - - Ilegal en todo vehículo: Virginia, Washington D. C., bases militares - Ilegal en vehículos comerciales bajo leyes del Estado: Illinois, Nueva York, Nueva Jersey (específicamente, vehículos sobre 10 libras (4,5 kg) y todo vehículo sobre 18 libras (8,2 kg)) También ilegal en todo vehículo comercial sobre 4,5 t bajo leyes federales - Indirectamente ilegal (ilegal debido a prohibiciones contra la fijación de ítems en parabrisas - "obstrucción de la visión"): Minnesota, California, Nueva York - Derogado: Connecticut (derogado en 1992) | La confiscación y/o destrucción del detector era una práctica habitual, pero las demandas planteadas por los conductores que argumentan la violación de los derechos de propiedad han dado lugar a la retirada temporal mientras se redacta una citación, y a la devolución del dispositivo después de que se haya introducido su descripción (marca, modelo y número de serie) en la multa, normalmente por exceso de velocidad y posesión/operación del detector. |                                              |